# Machimus mystacinus
Machimus mystacinus är en tvåvingeart som beskrevs av Becker 1923. Machimus mystacinus ingår i släktet Machimus och familjen rovflugor. Inga underarter finns listade i Catalogue of Life.